# Darrell Sweet
Darrell Sweet (Bournemouth, 16 maggio 1946 – New Albany, 30 aprile 1999) è stato un batterista britannico, conosciuto per essere stato membro fondatore dei Nazareth e un prolifico turnista.

## Biografia
Sweet è nato a Bournemouth, in Inghilterra. Trascorse i suoi primi anni suonando con una band di Burntisland. Fu anche uno dei membri  degli Shadette, primo nucleo dei Nazareth. Come membro fondatore dei Nazareth, ha suonato la batteria dal 1969 fino alla sua scomparsa.
Sweet morì di infarto nel 1999, mentre la band si preparava a partire per il  tour negli Stati Uniti a sostegno del loro ultimo album, Boogaloo. La band era arrivata a New Albany, quando fu colpito da un malore; venne portato all'ospedale della città, dove morì poche ore dopo.

## Discografia

### Con i Nazareth
- 1971 - Nazareth
- 1972 - Exercises
- 1973 - Razamanaz
- 1973 - Loud 'n' Proud
- 1974 - Rampant
- 1975 - Hair of the Dog
- 1976 - Close Enough for Rock 'n' Roll
- 1976 - Play 'n' the Game
- 1977 - Expect No Mercy
- 1979 - No Mean City
- 1980 - Malice in Wonderland
- 1981 - The Fool Circle
- 1982 - 2XS
- 1983 - Sound Elixir
- 1984 - The Catch
- 1986 - Cinema
- 1989 - Snakes 'n' Ladders
- 1991 - No Jive
- 1994 - Move Me
- 1998 - Boogaloo

### Collaborazioni
- 1985 - The Meatmen - Where the Meatmen...and You Still Sucks
- 1986 - Bad Saints - No Man's Land
- 1999 - Helix - The Best of Helix:Deep Cut
- 1989 - Michael Monroe - Don't Fake in It
- 1992 - Supersuckers - The Songs All Sound the Same
- 1998 - Hellworms - Illustrator